# Galerie Thaddaeus Ropac
La galerie Thaddaeus Ropac est fondée en 1983 par le galeriste autrichien Thaddaeus Ropac et s'est depuis spécialisée dans l'art contemporain international. 